# Concerto per violino e orchestra (Sibelius)
Il concerto per violino e orchestra in Re minore op. 47 è stato composto da Jean Sibelius tra il 1903 e il 1904. Unico concerto composto dal musicista, unisce il severo stile neo-primitivista del compositore finlandese con la tradizione virtuosistica tipica del genere del concerto.

## Storia
A differenza di Brahms e Čajkovskij, Sibelius era un abile violinista avendo iniziato gli studi con grande impegno all’età di 15 anni presso il Conservatorio di Helsinki e possedeva dunque una piena conoscenza dei problemi tecnici della parte solistica; nonostante ciò (o forse, proprio a causa di questo) la stesura dell’opera fu lunga, difficile ed assai laboriosa per il compositore finlandese. Il manoscritto custodito a Helsinki si presenta infatti vergato da numerose cancellature e correzioni. Il compositore iniziò a lavorare alla partitura nel 1903, poco prima del trasferimento nella quiete della sua casa di campagna a Järvenpää. Qui ebbe inizio una nuova fase dell’opera creatrice di Sibelius, caratterizzata da un maggior rigore formale rispetto al passato. La prima esecuzione del concerto fu tenuta a Helsinki il giorno 8 febbraio 1904, ma con esito non soddisfacente per il compositore. L’atteggiamento sfavorevole della critica finì per indurre Sibelius a preparare una nuova versione del concerto, su cui appose la dedica al giovanissimo violinista ungherese Ferenc von Vecsey . In questa nuova versione il concerto fu eseguito per la prima volta il 19 ottobre 1905 presso la Berliner Singakademie; la parte solistica fu affidata al violinista ceco Karel Halíř accompagnato dai Berliner Philharmoniker diretti da Richard Strauss.

## Analisi
Il concerto rimane fedele alla tradizionale articolazione in tre movimenti (allegro; adagio; allegro), ma nella strutturazione di ogni singolo movimento Sibelius preferisce seguire il proprio temperamento dando prova di una notevole originalità. 
Il primo movimento, Allegro moderato, si apre con una breve introduzione degli archi in tremolo cui segue immediatamente l’entrata del solista che presenta il tema principale, caratteristico per il suo ampio respiro e la grande espressività. Il secondo tema, più marcato e vigoroso del precedente, è esposto dagli archi, mentre il terzo ha un tono malinconico e dolente ed è presentato nuovamente dal solista. I tre temi si susseguono secondo un andamento rapsodico; di quanto Sibelius si avvalga liberamente della struttura classica è dimostrato dal fatto che al posto del convenzionale sviluppo compare la brillante cadenza (di solito poco prima la fine del movimento), composta dallo stesso compositore anziché essere affidata all’estro del solista.
Nel secondo movimento Adagio di molto, scritto in Si bemolle maggiore, Sibelius sembra voler affidare al solista momenti di grande cantabilità e intenso lirismo più che di audace, spericolato virtuosismo. Dopo una breve introduzione dei fiati, sostenuta dal rullo del timpano, il violino espone il tema principale dal tono grave e severo; lo svolgimento del movimento segue una forma tripartita A-B-A' in cui nella prima parte il canto è affidato al violino solista e l’accompagnamento all’orchestra, mentre nella ripresa, alquanto variata, le parti si invertono.
Il terzo movimento Allegro, ma non tanto è composto in Re maggiore e ha il carattere di una impetuosa danza popolare stilizzata; esso si basa su due temi contrastanti ed è costruito secondo lo schema Introduzione -A-B-A'-B'- Coda; al posto dello sviluppo, Sibelius preferisce la ripetizione variata dei due temi. Al violinista è nuovamente affidato un ruolo di primo piano che richiede doti di grande virtuosismo, mai però fine a sé stesso ma sempre al servizio dell’espressione e della forma.
Per Giacomo Manzoni, il concerto «composto ancora sulla linea "tardo romantica" dei più fortunati pezzi giovanili, anteriore dunque alla prossima svolta classicheggiante, […] è composizione tipica di Sibelius per l’andamento fantasioso e rapsodico dell’invenzione, per il melodizzare semplice e spontaneo della parte solistica, per un trattamento orchestrale che si limita in molti casi a creare un discreto sfondo sonoro alle evoluzioni del solista».